# Paul Freier
Sławomir Paweł Freier, niem. Slawomir Paul Freier; występował także jako Slawo Pawel (ur. 26 lipca 1979 w Bytomiu) – niemiecki piłkarz pochodzący z Górnego Śląska, grający na pozycji pomocnika.

## Pochodzenie Paula Freiera
Paul Freier urodził się w 1979 roku pod nazwiskiem Sławomir Paweł Freier w Bytomiu na Górnym Śląsku. Jego ojciec Eugen Freier grał wcześniej sam w piłkę nożną i był związany kontraktem z Polonią Bytom. W 1990 roku rodzina wyemigrowała do Niemiec i osiedliła się w regionie Sauerland, gdzie mieszkała ciotka i wujek. Sławomir Paweł Freier, obecnie Paul Freier, został obywatelem niemieckim.

## Występy w Bundeslidze
Freier treningi zaczynał w polskim klubie ŁTS Łabędy z Gliwic w 1984 roku, a następnie występował w juniorach niemieckich zespołów SV Holzen, BSV Menden oraz VfL Bochum. Od 1998 grał też w rezerwach Bochum, a w sezonie 1999/2000 został włączony do jego pierwszej drużyny, grającej w 2. Bundeslidze. Zadebiutował w niej 5 listopada 1999 w wygranym 2:0 meczu z SV Waldhof Mannheim, wchodząc na boisko w 89. minucie w miejsce Delrona Buckleya. W debiutanckim sezonie wraz z zespołem awansował do Bundesligi. Pierwsze spotkanie rozegrał w niej 12 sierpnia 2000 przeciwko 1. FC Kaiserslautern (1:0), natomiast 28 kwietnia 2001 przeciwko FC Schalke 04 (1:1) strzelił swojego debiutanckiego gola w lidze. W sezonie 2000/2001 spadł z Bochum do 2. Bundesligi, jednak w kolejnym awansował z nim z powrotem do Bundesligi.
W 2004 roku przeszedł do Bayeru 04 Leverkusen. Grał tam do sezonu 2008/2009, a następnie wrócił do VfL Bochum, prowadzonego przez Marcela Kollera. W sezonie 2009/2010 spadł z Bochum do 2. Bundesligi. W 2014 roku zakończył karierę.
W Bundeslidze rozegrał 249 spotkań i zdobył 29 bramek.

## Występy w europejskich pucharach

### Występy w Lidze Mistrzów w sezonie 2004/2005
W sezonie 2004/2005 występował w rozgrywkach Ligi Mistrzów, gdzie jego zespół pod wodzą Klausa Augenthalera pokonał 3:0 Real Madryt, a Freier przebywał na boisku do 83. minuty, po czym został zmieniony przez Daniela Bierofkę. Przegrany 2:4 mecz 2. kolejki z Dynamem Kijów rozpoczął w wyjściowym składzie, a w 77. minucie zmienił go Jermaine Jones. W kolejnym meczach został graczem rezerwowym. W wygranym 3:1 pojedynku przeciwko AS Roma w 67. minucie zastąpił Jermaine’a Jonesa, w zremisowanym 1:1 rewanżu w 86. minucie zmienił Bernda Schneidera. Był też rezerwowym graczem w drugim meczu z Realem Madryt (1:1), kiedy to w 76. minucie wszedł na plac gry za Jacka Krzynówka. W zwycięskim 3:0 meczu z Dynamem Kijów w 86. minucie zastąpił Daniela Bierofkę. W pierwszej jedenastce wystąpił w przegranym 1:3 spotkaniu przeciwko zespołowi Liverpool F.C., kiedy to w 86. minucie spotkania został zastąpiony przez Bierofkę.

### Występy Pucharze UEFA
W sezonie 2005/2006 zagrał w jednym meczu Pucharu UEFA z CSKA Sofia, przegranym dla jego zespołu 0:1 prowadzonym przez Rudi Völlera, wszedł na boisko w 65. minucie, zmieniając Tranquillo Barnettę. W kolejnych sezonach występował w barwach Bayeru w rozgrywkach Pucharu UEFA, grając w sezonie 2006/2007 w zespole prowadzonym przez Michaela Skibbe przeciwko takim drużynom jak FC Sion, Tottenham Hotspur F.C., FC Dinamo Bukareszt, Beşiktaş JK, RC Lens oraz CA Osasuna, z którą jego zespół przegrał w dwumeczu 0:4 i odpadł z rozgrywek. W sezonie 2007/2008 zaliczył kilka występów w Pucharze UEFA przeciwko zespołom Toulouse FC, Sparta Pragi, Galatasaray SK, Hamburger SV oraz Zenit Petersburg. W przegranym 1:2 meczu ze Spartakiem Moskwa strzelił gola, pokonując w 90. minucie spotkania Stipe Pletikosę.

## Występy w reprezentacji narodowej
Od 2000 roku występował w niemieckiej młodzieżówce do lat 21, gdzie wystąpił 13 razy zdobywając dwie bramki. W 2002 roku został powołany do dorosłej reprezentacji Niemiec, gdzie zadebiutował 9 maja we Fryburgu Bryzgowijskim w wygranym 7:0 meczu z reprezentacją Kuwejtu. W kadrze narodowej Niemiec rozegrał 19 meczów, zdobywając jednego gola.